# Kamen Rider Black
Kamen Rider Black (仮面ライダーBLACK, Kamen Raidā Burakku), lançada no Brasil como Black Kamen Rider, é uma série de televisão japonesa do gênero Tokusatsu pertencente à franquia Kamen Rider. Produzida pela Toei Company em associação com a Ishinomori Productions, foi exibida originalmente entre 4 de outubro de 1987 até 9 de outubro de 1988 pelos canais japoneses MBS e TBS. No Brasil, a série foi exibida pela extinta Rede Manchete a partir de abril de 1991 - a primeira da franquia a ser transmitida no país - e também foi lançada em VHS pela Everest Vídeo. 
Em junho de 2020, foi anunciado que existem negociações para trazer a série de volta ao Brasil através do serviço de streaming Amazon Prime, e em agosto do mesmo ano a Sato Company (que detém os direitos da série no Brasil) informou que Black Kamen Rider voltaria à TV aberta brasileira pela Band, tendo sua estreia em 30 de agosto. A transmissão incluiria o último episódio (não exibido pela Manchete) dublado, porém, uma disputa judicial envolvendo os direitos de dublagem tirou a série do ar por tempo indeterminado. A série também teve uma continuação focada no mesmo protagonista, Kamen Rider Black RX.

## História
Por terem nascido durante um eclipse solar, Issamu Minami (Kotaro Minami no original) e seu irmão adotivo Nobuhiko Akizuki são raptados pela seita maligna Gorgom, na noite de seu 19º aniversário, para serem transformados em Imperadores Seculares de Gorgom e forçados a lutar entre si para ocupar o lugar do Grande Rei, que já está na fase final de sua vida. Para isso, foi implantada em seus corpos a pedra do poder conhecida como King Stone, e o vencedor, após arrancar o King Stone do corpo do perdedor, assume o cargo, liderando os Gorgom numa ofensiva para dominar a Terra. Issamu consegue fugir antes de sofrer lavagem cerebral (última etapa do processo de transformação) com a ajuda de seu pai adotivo (e pai legitimo de Nobuhiko); após ser perseguido e atacado pelos três sacerdotes Gorgom, passa por sua primeira metamorfose, e transforma-se no homem mutante Black Kamen Rider, passando a lutar contra a terrível seita para salvar Nobuhiko e impedir a dominação do planeta. 

## Personagens[2][13]
- Issamu Minami/Kamen Rider Black (南　光太郎/仮面ライダーBLACK, Minami Kohtaro/Kamen Raidā Burakku, na versão original): irmão adotivo de Nobuhiko. Escolhido pelos Gorgom para se tornar o Senhor Black (Black Sun, na versão original) e duelar pelo posto de Imperador Secular. Foi salvo por seu pai adotivo, prof. Soichiro Akizuki, antes de ter sua memória apagada. Issamu passa a usar o poder que recebeu dos Gorgom para confrontá-los. Dotado de grande força e agilidade, seus ataques incluem o Punho Distensor (Rider Chop, na versão original), o Golpe Insectus (Rider Punch, na versão original) e o Golpe Louva-a-Deus (Rider Kick, na versão original).

- Kyoko Akizuki (秋月 杏子, Akizuki Kyōko): irmã de Nobuhiko e filha do prof. Soichiro Akizuki.  É irmã adotiva e melhor amiga de Issamu, e junto com ele tenta a todo custo salvar Nobuhiko, inicialmente sem saber que ambos foram transformados pelos Gorgom. Aos poucos vai descobrindo toda a trama envolvida por trás do desaparecimento do irmão. Foi usada pelos Gorgom com o propósito de reviver Nobuhiko como Shadow Moon. Foi a primeira personagem próxima a Issamu a descobrir que ele era o Kamen Rider Black. Pouco antes do fim, Issamu pede a Kyoko e Satie para que deixem o Japão para não virarem vítimas dos Gorgom ou para não assistir a luta dele contra Nobuhiko revivido como Shadow Moon. Ambas assistem a luta de Issamu e Shadow Moon, mas Issamu é derrotado. Pouco antes de morrer, Issamu como Rider faz o mesmo pedido que fez a elas e diz estar grato por elas estarem junto dele e falece. Um terremoto faz o corpo inerte do Rider cair na água e ser arrastado pela correnteza. Ambas Kyoko e Satie deixam Tóquio e jogam um buquê de rosas para Issamu prestando respeito a ele, tal buquê visto pelo Monstro Baleia, buquê que tinha o desejo de ambas que desejavam a destruição dos Gorgom, Monstro Baleia usa o buquê para reviver o corpo do falecido Rider. Kyoko depois descobre que Issamu ressuscitou, mas Satie a impede de ir para o Japão dizendo que atrapalharia Issamu na luta contra os Gorgom. Elas depois permaneceram no EUA e nunca retornaram para o Japão.

- Satie Kida (紀田 克美, Kida Katsumi, na versão original): namorada de Nobuhiko. Se aventura junto com Issamu na tentativa de descobrir o paradeiro de Nobuhiko e salvá-lo dos Gorgom sem saber que Issamu na verdade era o Kamen Rider. Gorgom tira proveito de Satie e a usa seu amor de Nobuhiko para confrontar Issamu. Próximo do fim da série, Issamu também revela para Satie sua verdadeira identidade. Pouco antes do fim, Issamu pede a Kyoko e Satie para que deixem o Japão para não virarem vítimas dos Gorgom ou para não assistir a luta dele contra Nobuhiko revivido como Shadow Moon. Ambas assistem a luta de Issamu e Shadow Moon, mas Issamu é derrotado. Pouco antes de morrer, Issamu como Rider faz o mesmo pedido que fez a elas e diz estar grato por elas estarem junto dele e falece. Um terremoto faz o corpo inerte do Rider cair na água e ser arrastado pela correnteza. Ambas Kyoko e Satie deixam Tóquio e jogam um buquê de rosas para Issamu prestando respeito a ele, tal buquê visto pelo Monstro Baleia, buquê que tinha o desejo de ambas que desejavam a destruição dos Gorgom, Monstro Baleia usa o buquê para reviver o corpo do falecido Rider. Satie descobre de um jornal que Issamu ressuscitou, mas Satie impede Kyoko de ir para o Japão dizendo que atrapalharia Issamu na luta contra os Gorgom. Elas depois permaneceram no EUA e nunca retornaram para o Japão.

- Akira Daimon (大門 洋一, Daimon Yōichi, na versão original): cientista recrutado pelo Gorgom para a construção da moto Lord Sector.

- Masaru Todo (東堂 勝, Tōdō Masaru): acolheu Kyoko e Issamu em seu estabelecimento após a morte do Prof. Akizuki.

- Suda Ryusuke (滝 竜介, Taki Ryūsuke, na versão original): Agente dos EUA e antigo companheiro de futebol de Nobuhiko, ajuda Kamen Rider Black algumas ocasiões. Também conhece a verdadeira identidade de Issamu.

- Tropa Juvenil: grupo formado por crianças raptadas pelos Gorgom e treinadas com finalidade de servi-los. Após fugirem, aliam-se a Kamen Rider Black sua batalha contra os Gorgom.

- Monstro Baleia (クジラ怪人, Kujira Kaijin, na versão original): Antigo aliado dos Gorgom que ao final da série percebe as intenções maléficas dos vilões contra a humanidade e contra o mar, lugar de seu nascimento, decide se rebelar. Além disso também descobre que eles iriam futuramente destruir o mar, seu antigo habitat e todo o ecossistema da Terra, se rebelando contra Baraom e assim se junta a Kamen Rider Black se tornando um importante aliado nos episódios finais da temporada. Ajudou na ressurreição do Rider depois da luta que teve contra Shadow Moon. No fim da série Monstro Baleia foi morto e exterminado pelo Monstro Mutante Togewo.
- Shotaro Ishinomori: Ele aparece como pescador no filme Rápido para Onigashima. Num diálogo com Issamu ele diz ter visto um ônibus com crianças indo para uma ilha suspeita. Ele dá suporte a Issamu para ir na ilha. Shotaro é conhecido por suas obras como Goranger, Jakq, Kamen Riders da Era Showa, Kikaider, Cyborg 009, Inazuman (Tokusatsu), entre outros.

### Gorgom
Baseados no Japão, os Gorgom (ゴルゴム, na versão original) são uma seita que busca dominar o mundo através da destruição da humanidade e sua civilização, utilizando-se de monstros mutantes e até mesmo seres humanos, infiltrados em altos cargos da sociedade. Usam fraquezas e vaidades humanas em seus planos, bem como financiam projetos e pesquisas que possam ser usados em seus objetivos. O logotipo Gorgom é uma serpente mordendo uma maçã e eles têm como líder o Grande Rei. Inicialmente agindo de forma subliminar, mudam sua estratégia depois que Shadow Moon assume o comando da organização, revelando sua verdadeira identidade e declarando guerra à humanidade.

### Membros
- Grande Rei/Sousei/Rei Criador (創生王 Sōseiō, na versão original): O líder da seita Gorgom. Tem a forma de um coração gigante. Está na fase final de seu ciclo de vida (cuja duração foi de cinquenta mil anos), e precisa de um novo Imperador Secular para substituí-lo no comando dos Gorgom. O Grande Rei acaba sendo morto pelo Sabre Satã que Rider estava usando, por este ser candidato a posto de Imperador Secular.

- Grande Sacerdote Danker (大神官ダロム Daishinkan Daromu, Darom na versão original): Sacerdote Gorgom, líder dos  sacerdotes da organização, abaixo do Grande Rei. Os Sacerdotes têm a função de preparar a sucessão do Grande Rei. Tem como fonte de sua vida eterna a Pedra do Céu. Este acaba sendo morto pelo Rider depois de derrotar o Monstro mutante Morcess.

- Grande Sacerdote Baraom (大神官バラオム Daishinkan Baraomu, na versão original): Sacerdote Gorgom, um dos líderes da organização, abaixo do Grande Rei. Tem como fonte de sua vida eterna a Pedra do Oceano. Este estava discutindo com Danker sobre a destruição do mar e Danker fala que os oceanos devem ser destruído juntamente com a Terra, que causou a rebelião do Monstro Baleia, que se rebela contra Baraom e derrotado pelo Rider.

- Grande Sacerdotisa Pérola (大神官ビシュム Daishinkan Bishumu, Bishum na versão original): Sacerdotisa Gorgom, uma das líderes da organização, abaixo do Grande Rei. Tem como fonte de sua vida eterna a Pedra da Terra. Ela faz um complô com Shadow Moon e os sacerdotes para eliminar o Rider sendo a troca de sua vida, Shadow Moon usa seu poder para eliminar Pérola e o Rider, mas Kyoko fica junto do Rider em que apenas Pérola seja eliminada, causando o desejo de fúria para o Grande Rei castigando Shadow Moon. Issamu acreditava que Nobuhiko poderia ser salvo, porém em vão.

- Morcess Trabalha como um espião dos sacerdotes tem sua aparição entre os episódios 1 e 49.
- Robô Piloto Aparece exclusivamente no episódio 25 Máquina Combate, foi criado para testar uma nova motocicleta dos Gorgons, mas foi destruído durante esse processo, nem mesmo chegou a combater com Kamen Rider.
- Espadachim Taurus (ビルゲニア Birugenia, Bilgenia na versão original): guerreiro Gorgom nascido há 30 mil anos, também durante um eclipse solar. Foi sabotado e capturado pelos Sacerdotes, para que não assumisse a liderança da organização. Libertado nos dias atuais por ordem do Grande Rei para ajudar os Gorgom, após os sucessivos fracassos contra Kamen Rider Black. Apesar do objetivo em comum, mantém uma relação tensa com os Sacerdotes. Para confrontar Lord Sector e o Rider ele sequestra um dos alunos de Akira Daimon para criar uma moto capaz de equiparar a Lord Sector, Hellshooter, mas Rider acaba destruindo a moto ao fazer uma manobra arriscada no computador do Lord Sector (ep. 21). Ele depois acaba sendo eliminado pelo Shadow Moon revivido depois de recuperar o Sabre Satã (ep. 35).

- Nobuhiko Akizuki/Shadow Moon (秋月 信彦 Akizuki Nobuhiko)/シャドームーン Shadō Mūn): filho de Soichiro Akizuki e irmão de criação de Issamu. Foi escolhido junto com Issamu para lutar pelo posto de Imperador Secular. Diferente de Issamu, não consegue fugir da operação mutante e tem sua memória apagada. Após a conclusão do procedimento, fica em uma espécie de hibernação, até que os sacerdotes se sacrificam para ressuscitá-lo, entregando as pedras do céu, do oceano e da terra, que estavam em seus respectivos corpos (sendo sua fonte de vida). A energia vital das pedras consegue ressuscitar Shadow Moon,  que passa a liderar os Gorgom em sua batalha contra Kamen Rider Black. Aparentemente o procedimento de apagar a memória de ser humano foi realizado com sucesso em Nobuhiko, mas pouco depois de seu despertar ele se reencontra com a irmã Kyoko e a namorada Satie, e fala abertamente que, não só não as esqueceu, como pensa nelas o tempo todo. Nos capítulos finais, ele também demonstra recordar o amor fraterno por Issamu, ao vê-lo na forma humana. A série não deixa explícito, mas subentende-se que Nobuhiko estava consciente o tempo todo, mas se deixou corromper totalmente pela sede de poder.

- Monstros Mutantes: seres criados pelos Gorgom para ajudá-los em seu plano de dominação. Quase todos baseados em animais, alguns em plantas ou fungos, vivem 50 mil anos e alimentam-se do fruto de gorgomez.

- Professor Hideomi Kuromatsu (黒松 英臣 Kuromatsu Hideomi): cientista a serviço dos Gorgom. Usa sua reputação como disfarce para seus experimentos com humanos. Como outros membros humanos, tem a esperança de ser transformado em monstro mutante e, assim, adquirir a vida eterna de 50 mil anos. Ele depois é morto pelo Taurus e usa sua aparência para eliminar Issamu.

- Professor Soichiro Akizuki (Akizuki Soichiro): pai de Nobuhiko e Kyoko, e pai adotivo de Issamu. Secretamente um membro de Gorgom, oferece seus filhos à organização para serem transformados em Imperadores Seculares, mas se arrepende e ajuda Issamu a fugir da base Gorgom, antes que este sofra lavagem cerebral. Ele acaba sendo morto pelos Gorgom no início da série nos braços de Issamu. Ele possuía um código numérico no braço.

### Habilidades do Rider
- Golpe Insectus (ライドパンチ Rider Punch): É o primeiro golpe que ele aplica nos mutantes para destruí-los. Em algumas ocasiões Kamen Rider Black somente deu o Rider Punch no monstro para eliminá-lo, como ocorreu no episódio 28 e no movie I que usou no Monstro Solar na forma de totem.
- Golpe Louva-a-Deus (ライダーキック Rider Kick): É o segundo golpe que ele aplica nos mutantes para destruí-los. Depois de aplicar os dois golpes mortais no monstro, ocorre um acúmulo da energia, ele é consumido pelo fogo e explode. Assim como às vezes Kamen Rider Black somente aplicou o Rider Punch no monstro para acabar com ele, em alguns episódios ele só precisou aplicar o Rider Kick no monstro para derrotá-lo, como ocorreu no episódio 7.
- Punho Distensor (ライダーチョップ Rider Chop): É raramente utilizado. Consiste em um golpe no qual a mão de Kamen Rider Black se transforma numa espécie de lâmina (segundo as informações narradas quando o golpe foi utilizado pela primeira vez, é capaz de cortar aço de até um metro de diâmetro).
- King Stone Flash ou Raio King Stone: É uma energia que Kamen Rider Black emite de seu cinto para afugentar ou aturdir seus inimigos.
- Sabre Satã (サタンセイバー Satan Saber): Depois de Shadow Moon matar Patrol Hopper a golpes de espada, Black pega o Sabre Satã e o desferiu no King Stone de Shadow Moon, o tornando inerte. Como o Grande Rei concedeu a Rider o posto de Imperador Secular, Rider evoca o Sabre Satã das mãos do inerte Shadow Moon e desfere no Grande Rei. Issamu já em posse do Sabre Satã, se despede do Sabre Satã. O Sabre Satã aparece no filme de Decade.
- Power Stripes: É uma energia auto-explosiva que serve para libertar Rider quando algo o imobiliza, transmitida de seu Kingstone para todas as suas listras, sendo capaz de derreter materiais que estejam prendendo o Rider.
- Ouvido Sônico (ソニック・クイヤ Sonik Kuiyā): As estruturas triangulares em ambos os lados de sua cabeça tem a função de ouvir vozes e sons afastado.
- Rider Sensor: É utilizado por Rider através de suas antenas, assim podendo localizar objetos, ou criaturas em movimento, funciona como um radar.
- Ultra-Visor (Chō Byūa): Ferramenta indispensável contra as ilusões às vezes causadas pelo inimigo. Amplifica a visão do Rider, ativando um tipo de visão de calor ou noturna, utilizado também para seguir adversários rápidos ou conseguir enxergar em situações adversas.
- Machine Scramble: Durante a luta que teve com Taurus, Rider usa o comando Machine Scramble para Patrol Hopper e Lord Sector aparecerem ao mesmo tempo para confrontar Taurus, apenas no episódio 19.
- Chute Duplo (ダブルキック Double Kick): Chute dado por RX e Black, versão alternativa trazida por Diend na luta contra Apollo Geist no episódio 27 de Kamen Rider Decade.
- Chute Quadruplo: Chute dado pelas versões de Issamu num especial de RX.
- Chute Triplo: Chute dado por V3, Super-1 e Black contra Decade, mas Decade derrota a tal técnica.
- Rider Kick + Meditação: usado no especial Kamen Rider vs Super Sentai Super Hero Taisen, Black e Maskman confrontam Shadow Moon e General Jark. Os 4 Maskman o imobilizam com a Meditação e Red Mask e Black finaliza com o Rider Kick.

## Veículos[14]
- Patrol Hopper (バトルホッパー Batoru Hoppā; Battle Hopper, na versão original): moto orgânica dotada de inteligência, criada pelos Gorgom para servir ao futuro Imperador Secular. É roubada por Issamu durante sua fuga da base Gorgom, e passa a ser uma importante aliada de Kamen Rider Black . Na tentativa de atingir Issamu, os Gorgom usam o Monstro mutante Besouro para usar seus insetos para dominar Patrol Hopper, mas é salva pelo poder de Lord Sector. Ela depois é dominada por Shadow Moon após receber os novos poderes do Grande Rei, mas resiste aos poderes de Shadow Moon que Rider a salva por um breve momento, mas foi destruída no último capítulo em combate contra Shadow Moon e usa suas últimas forças para que o Rider derrote Shadow Moon. Patrol Hopper começa a falar com o Rider antes de falecer e morre em seguida. Volta a aparecer em Kamen Rider Black RX reformulada, passando a ser chamada por Issamu de Acrobatter através dos raios solares em que Issamu é banhado fazendo King Stone ganhar um novo poder, assim como sua antiga moto no processo.

- Lord Sector (ロードセクター Rōdo Sekutā; Road Sector, na versão original): moto de alta tecnologia, projetada pelo engenheiro Akira Daimon, a mando dos Gorgom, mas acaba confiada a Issamu para ajudar em sua batalha contra a organização. Diferente de Patrol Hopper que tem funções biológicas, Lord Sector é realmente uma máquina. Em Kamen Rider Black RX, o veículo desaparece sem explicações e nem é mais citado, sendo que ele jamais foi destruído em combate, ou sendo devolvida a Akira Daimon. Ao longo dessa temporada Issamu continua a frequentar a mesma oficina onde ele guardava suas coisas, mas Lord Sector simplesmente desapareceu do local ou suas peças foram aproveitadas para construir o carro Ridron. Lord Sector tem mais habilidades que Patrol Hopper.
  - Hopper Ataque (アタックシールド, Attack Shield): Na moto uma parte de cima fecha em cima do Rider na forma de anel.
  - Ignição Ataque (Sparking Attack): Uma misteriosa energia sai da moto que potencializa da moto criando uma incrível velocidade, derrubando os monstros dos Gorgom
  - Load Burnet (プラズマジェット, Plasma Jet): Uma fumaça sai do escapamento ofuscando os monstros dos Gorgom por um breve momento.

## Elenco
- Kotaro Minami/Kamen Rider Black: Tetsuo Kurata
  - Kamen Rider Black (dublê): Jiro Okamoto
- Nobuhiko Akizuki/Shadow Moon: Takahito Horiuchi
  - Shadow Moon (voz): Masaki Terasoma
  - Shadow Moon (dublê): Tokio Iwata
- Kyoko Akizuki: Akemi Inoue
- Katsumi Kida: Ayumi Taguchi
- Bishum: Hitomi Yoshii
- Darom: Shōzō Iizuka
- Baraom: Toschimichi Takahashi
- Bilgenia: Jun Yoshida
- Doutor Hideomi Kuromatsu: Susumu Kurobe
- Grande Rei (voz): Takeshi Watabe
- Taki Ryosuke: Masaki Kyomoto
- Shigeru Sugiyama (ep. 10): Jouji Nakata
- Shotaro Ishinomori: primeiro filme
- Doutor Makino (segundo filme): Akira Ishihama
- Narrador: Kiyoshi Kobayashi (ep. 1-39) e Issei Masamune (ep. 40-51)

## Elenco brasileiro de dublagem
- Kotaro (Issamu) Minami/Black Kamen Rider: Élcio Sodré
- Kyoko Akizuki: Rosana Peres
- Katsumi (Satie) Kida: Rosa Maria Baroli
- Nobuhiko Akizuki/Shadow Moon: Francisco Brêtas
- Akira Daimon (ep. 12): Tatá Guarnieri
- Taki (Suda) Ryusuke: Flávio Dias
- Monstro Baleia: Ronaldo Artnic
- Professor Akizuki: Oswaldo Boaretto
- Bishum (Pérola): Patrícia Scalvi
- Darom (Danker): Ricardo Nóvoa
- Baraom: José Parisi Júnior
- Doutor Kuromatsu: João Paulo Ramalho
- Doutor Suzuke: Francisco Brêtas (ep. 22)
- Saburo Sakata: Guilherme Lopes / João Paulo Ramalho
- Presidente Omiya: Ricardo Medrado (ep. 2 e 3) / Walter Breda
- Grande Rei: João Paulo Ramalho / Nelson Machado (episódio 51)
- Bilgenia (Taurus): Ricardo Pettine
- Narrador: Luiz Antônio Lobue
- Patrol Hopper: Cassiano Ávila (episódio 51)
- Direção de dublagem: Carlos Alberto Amaral (Álamo) / Nelson Machado (Centauro)
- Estúdio: Álamo / Centauro (episódio 51 e previews)

## Trilha Sonora

#### Abertura
- "Kamen Rider Black" (仮面ライダーBLACK, Kamen Raidā Burakku)
- Letra: Yoko Aki
- Composição: Ryudo Uzaki
- Arranjo: Eiji Kawamura
- Voz: Tetsuo Kurata
- Versão brasileira: 
  - Toninho Ghizzi (música tema rebatizada de Blackman)
  - Ricardo Cruz (música tema para o episódio final, nos cinemas)

#### Encerramento
- "Long Long Ago, 20th Century"
- Letra: Yoko Aki
- Composição: Ryudo Uzaki
- Arranjo: Eiji Kawamura
- Voz: Sakai Tadao
- Versão brasileira: Toninho Ghizzi (Canção das Estrelas)

## Lista de episódios[2]
| Número  | Nome do episódio                                        | Monstro(s) do episódio                                                                         | Protagonista(s) do episódio                                                      |
| ------- | ------------------------------------------------------- | ---------------------------------------------------------------------------------------------- | -------------------------------------------------------------------------------- |
| 01      | A metamorfose                                           | Monstro mutante Aranha (Kumo), Sacerdotes de Gorgom                                            | Issamu Minami (Black Kamen Rider) e o Professor Akizuki                          |
| 02      | A festa dos monstros                                    | Monstro mutante Jaguar (Jaguar)                                                                | Issamu Minami (Black Kamen Rider) e Yuichi                                       |
| 03      | O mutante das galáxias                                  | Monstro mutante Kuwago (Kuwago)                                                                | Issamu Minami (Black Kamen Rider)                                                |
| 04      | Experiência maquiavélica                                | Monstro mutante Nomi                                                                           | Issamu Minami (Black Kamen Rider)                                                |
| 05      | A peste das trevas                                      | Monstro mutante Yagi (Yagi)                                                                    | Issamu Minami (Black Kamen Rider), Akane, Mamoru e seu avô                       |
| 06      | A guerra dos computadores                               | Monstro mutante Falcon (Ouwashi)                                                               | Issamu Minami (Black Kamen Rider)                                                |
| 07      | A regeneração de Battle Hopper                          | Monstro mutante Rino - Rinoceronte (Sai)                                                       | Issamu Minami (Black Kamen Rider), Morita e Battle Hopper                        |
| 08      | O poema do demônio                                      | Monstro mutante Cigarra (Semi)                                                                 | Issamu Minami (Black Kamen Rider) e Yuri(a garota violinista)                    |
| 09      | As façanhas de Madame Pérola                            | Monstro mutante Zangle (Hachi) e Pérola                                                        | Issamu Minami (Black Kamen Rider), Itsuko e Kaoro                                |
| 10      | Os rebeldes                                             | Monstro mutante Lagarto (Tokage) e Doutor Kuromatsu                                            | Issamu Minami (Black Kamen Rider)                                                |
| 11      | Tempestade negra                                        | Monstro mutante Cactus (Saboden) e Danker                                                      | Issamu Minami (Black Kamen Rider)                                                |
| 12      | Máquina lendária                                        | Monstro mutante Morcess e Monstro mutante Besouro                                              | Issamu Minami (Black Kamen Rider) e Akira Daimon                                 |
| 13      | O rapto das mães                                        | Monstro mutante Câncer (Kani)                                                                  | Issamu Minami (Black Kamen Rider) e Thaide                                       |
| 14      | O desaparecimento dos peixes                            | Monstro mutante Mamute (Mamute)                                                                | Issamu Minami (Black Kamen Rider)                                                |
| 15      | A escola em perigo                                      | Monstro mutante Quelônius (Tartaruga)                                                          | Issamu Minami (Black Kamen Rider) e Mamoru                                       |
| 16      | Amigos para valer                                       | Monstro mutante Hasamimushi                                                                    | Issamu Minami (Black Kamen Rider) e Suda Ryuzuke                                 |
| 17      | Sonho de infância                                       | Monstro mutante Anta (Baku) e Sacerdotes de Gorgom                                             | Issamu Minami (Black Kamen Rider) e Kyoko Akizuki                                |
| 18      | O imortal das trevas                                    | Monstro mutante Gato Preto (Kuro Neko), Taurus                                                 | Issamu Minami (Black Kamen Rider)                                                |
| 19      | Armadilha satânica                                      | Monstro mutante Macaco (Onizaru) e Taurus                                                      | Issamu Minami (Black Kamen Rider)                                                |
| 20      | O túmulo de Kamen Rider                                 | Monstro mutante Anémona, sacerdotes de Gorgom                                                  | Issamu Minami (Black Kamen Rider) e Yukari                                       |
| 21      | Duelo das máquinas                                      | Monstro mutante Besouro (Tamamushi) e Madame Pérola                                            | Issamu Minami (Black Kamen Rider) e Battle Hopper                                |
| 22      | Sombra negra                                            | Monstro mutante Melífero (Shirugibachi)                                                        | Issamu Minami (Black Kamen Rider)                                                |
| 23      | O monstro de duas cabeças                               | Monstro mutante Telegator - Anmonaito                                                          | Issamu Minami (Black Kamen Rider) e Yugi                                         |
| 24      | Pesadelo sem fim                                        | Monstro mutante Shirlakans                                                                     | Issamu Minami (Black Kamen Rider) e Tropa Juvenil                                |
| 25      | Máquina combate                                         | Monstro mutante Louva-a-Deus (Kamakiri) e Taurus                                               | Issamu Minami (Black Kamen Rider), Ekame, Satiko e Lord Sector                   |
| 26      | A possuída                                              | Monstro mutante Buffalo (Búfalo)                                                               | Issamu Minami (Black Kamen Rider) e Asami                                        |
| 27      | No fio da navalha                                       | Monstro mutante Ilaga (Ilaga)                                                                  | Issamu Minami (Black Kamen Rider) e Issao                                        |
| 28      | O amuleto dourado                                       | Monstro mutante Escaravelho (Escaravelho) e Taurus                                             | Issamu Minami (Black Kamen Rider) e Satoro                                       |
| 29      | Boneco assassino                                        | Monstro mutante Tatu (Armadillo) e Taurus                                                      | Issamu Minami (Black Kamen Rider), Satie, Kyoko Akizuki e Hitomi                 |
| 30      | A misteriosa Lana                                       | Monstro mutante Polvo (Polvo) e Sacerdote Baraom                                               | Issamu Minami (Black Kamen Rider), Suda Ryuzuke e Lana                           |
| 31      | A força do comando jovem                                | Monstro mutante Porco-Espinho (Yama Arashi)                                                    | Issamu Minami (Black Kamen Rider) e Tropa Juvenil                                |
| 32      | Febre alucinante                                        | Monstro mutante Cogumelo(Cogumelo) e Sacerdote Pérola                                          | Issamu Minami (Black Kamen Rider) e Lume                                         |
| 33      | Eu venci o mundo!                                       | Monstro mutante Venisarke (Venisarke)                                                          | Issamu Minami (Black Kamen Rider) e Kenji                                        |
| 34      | A ressurreição de Shadow Moon                           | Taurus                                                                                         | Issamu Minami (Black Kamen Rider) e Kyoko Akizuki                                |
| 35      | O herdeiro imperial                                     | Taurus e Shadow Moon                                                                           | Issamu Minami (Black Kamen Rider) e Kyoko Akizuki                                |
| 36      | O renascimento dos sacerdotes                           | Monstros mutantes Gorgom (Danker, Baraom e Pérola)                                             | Issamu Minami (Black Kamen Rider)                                                |
| 37      | Nos céus de Yubari                                      | Monstro mutante Toupeira (Kera)                                                                | Issamu Minami (Black Kamen Rider), Satie e Akiko                                 |
| 38      | Conspiração negra                                       | Monstro mutante Rato (Nezumi) e Monstro Mutante Baraom                                         | Issamu Minami (Black Kamen Rider) e Naoto                                        |
| 39      | Ídolo fatal                                             | Monstro mutante Lacraia (Mukade)                                                               | Issamu Minami (Black Kamen Rider), Kyoko Akizuki e Yuko                          |
| 40      | O segredo do Karateca                                   | Monstro mutante Salamandra (Sanshou)                                                           | Issamu Minami (Black Kamen Rider), Satoro Takasugi e "mestre" Chiba              |
| 41      | O ladrão do tempo                                       | Monstro mutante Cobra                                                                          | Issamu Minami (Black Kamen Rider) e Mamoru                                       |
| 42      | Congresso dos monstros                                  | Monstros mutante Mosca, Hachi, Hai, Saboden, Venizarke, Sai, Nezumi, Kuwago, Shirlakans e Kumo | Issamu Minami (Black Kamen Rider), Ideo e Makoto                                 |
| 43      | Paraíso subterrâneo                                     | Monstro mutante Kuwagata                                                                       | Issamu Minami (Black Kamen Rider), Kenji, Kyoko Akizuki e Satie                  |
| 44      | Dimensão do mal                                         | Sacerdotes de Gorgom                                                                           | Issamu Minami (Black Kamen Rider) e Issao                                        |
| 45      | A esfera solar                                          | Monstro mutante Pérola                                                                         | Issamu Minami (Black Kamen Rider) e Kyoko Akizuki                                |
| 46      | O inimigo das sombras                                   | Monstro mutante Baleia (Baleia) e Monstro mutante Baraom                                       | Issamu Minami (Black Kamen Rider)                                                |
| 47      | A morte de Kamen Rider                                  | Nobuhiko Akizuki/Shadow Moon                                                                   | Issamu Minami (Black Kamen Rider)                                                |
| 48      | A Terra há de vencer                                    | Monstro mutante Morcess (Morcego), Monstro mutante Danker                                      | Issamu Minami (Black Kamen Rider), Monstro Mutante Baleia, Kyoko Akizuki e Satie |
| 49      | O último dos sacerdotes                                 | Monstro mutante Morcess (Morcego), Monstro mutante Danker                                      | Issamu Minami (Black Kamen Rider) e Monstro Mutante Baleia                       |
| 50      | Quem é o Grande Rei?                                    | Monstro mutante Togewo (Togewo) e Shadow Moon                                                  | Issamu Minami (Black Kamen Rider) e Monstro Mutante Baleia                       |
| 51      | O Último Dia de Gorgom                                  | Shadow Moon e Grande Rei                                                                       | Issamu Minami (Black Kamen Rider) e Battle Hopper                                |
| Filme 1 | Rápido Para Onigashima (Hurry to the Island of Devil)†† | Sacerdotes de Gorgom e Monstro mutante Camaleão                                                | Issamu Minami (Black Kamen Rider)                                                |
| Filme 2 | Terror! O Museu dos Monstros do Mal (Monster Mansion)†† | Monstro mutante Tubarão e Shadow Moon                                                          | Issamu Minami (Black Kamen Rider) e Doutor Maquino                               |
| Filme 3 | Kamen Rider Black RX: Stay In The World ††              | Império Gorgom e Crisis (sem lutas diretas) e vários Monstros Kaima                            | Issamu Minami, Kamen Rider Black, Kamen Rider Black RX, Bio Rider e Robo Rider   |

Notas: 
†  Não exibido no Brasil.
†† Episódios feitos exclusivamente para os cinemas japoneses; não exibidos no Brasil.

## Mídia relacionada

### Filmes
- Kamen Rider Decade: All Riders vs. Dai-Shocker
- OOO, Den-O, All Riders: Let's Go Kamen Riders
- Kamen Rider × Super Sentai: Super Hero Taisen
- Kamen Rider × Super Sentai × Space Sheriff: Super Hero Taisen Z
- Heisei Rider vs. Showa Rider: Kamen Rider Taisen feat. Super Sentai
- Super Hero Taisen GP: Kamen Rider 3

### Especial de TV
- Este é o Kamen Rider Black
- Toei TV Hero Encyclopedia Vol. 1: Kamen Rider Black
- Kamen Rider 1 Through RX: Big Gathering

### Mangá
Uma adaptação da série em mangá foi lançada no Japão entre 1987 e 1988, mesmo período de exibição da versão para a TV. Consideravelmente mais sombrio do que a versão televisiva, o mangá mostra uma visão mais próxima à idealizada por Shotaro Ishinomori para a trama. Nela, Kotaro (Issamu) Minami encontra-se em Nova York sem memória e, após descobrir que possui a capacidade de se transformar em uma criatura monstruosa, une-se a uma equipe de reportagem e parte pelo mundo tentando entender o que foi que lhe aconteceu. Algumas das ideias do mangá foram aproveitadas no filme Kamen Rider Shin, de 1992.Com um total de 21 capítulos, o mangá teve uma versão encadernada em 6 volumes. A edição brasileira foi lançada pela editora NewPOP, entre março e abril de 2022, em 3 volumes.

### Videogame
Em 1988 foi lançado Kamen Rider Black - Taiketsu Shadow Moon, jogo de plataforma baseado na série, desenvolvido pela Human Entertainment para Famicom Disk System, e publicado pela Bandai. No papel de Black Kamen Rider, o jogador deve atravessar fases lutando contra monstros mutantes para, no final, enfrentar os três sacerdotes Gorgom e o próprio Shadow Moon. Em algumas das fases, o jogador conta com a ajuda da Patrol Hopper. O jogo foi lançado apenas no Japão.

### Kamen Rider Black Sun
Kamen Rider Black Sun é um reboot de Kamen Rider Black, desenvolvida e transmitida como parte do Projeto Kamen Rider 50th Anniversary. 
O reboot foi anunciado em uma conferência de imprensa em 3 de abril de 2021, com Kazuya Shiraishi chefiando o projeto como diretor. A série foi anunciada para lançamento na primavera de 2022,  com um lançamento mundial sendo considerado. A equipe do programa foi confirmada em outubro de 2021, com Izumi Takahashi como roteirista, Shinji Higuchi como designer de conceito e Kiyotaka Taguchi como diretor de efeitos especiais. O primeiro visual do show foi programado para ser revelado no mês seguinte. Os dois atores principais do show foram confirmados em novembro de 2021, com Hidetoshi Nishijima como Kotaro Minami (Kamen Rider Black Sun) e Tomoya Nakamura como Nobuhiko Akizuki (Kamen Rider Shadow Moon). 

## Transmissão no Brasil
A série Black Kamen Rider, (tambén conhecida originalmente como Blackman) foi originalmente veiculada pela Rede Manchete de 1991 a 1994, sendo que o último episódio nunca foi exibido. Em 2010, a emissora Gaúcha Ulbra TV também exibiu a série. Em 2020 a série estreou no canal Band em 30 de agosto, aos domingos, durante o bloco Mundo Animado. Segundo a Sato Company, a proposta é passar a série completa, inclusive com o último episódio, dublado pelos mesmos dubladores originais. A legenda em tela informando o nome da série segue a versão original japonesa, ou seja, Kamen Rider Black. Porém, uma disputa judicial envolvendo o dublador Élcio Sodré e a Sato Company a respeito de direitos sobre a dublagem tirou a série do ar por tempo indeterminado, após a exibição dos dois primeiros episódios, conforme pronunciamento da própria Sato Company nas redes sociais. A Band volta a exibir Jaspion no horário.
Atualmente é exibido dentro da plataforma de streaming Pluto TV no canal Tokusato ou para poder assistir no Vix TV, na versão legendada. Através da plataforma You Tube, a Tokusato está fazendo exibição de séries, Tokusatsus e animes, a série sendo exibida aos fins de semana, tudo legendado, exceto Ghosthound, que é dublado. Também está disponível no Amazon Prime Video. Nelson Sato faz divulgação do último episódio para ir nos cinemas brasileiros, o último episódio já foi dublado com todos os antigos dubladores e também com outros dubladores, sendo que o último episódio não teve exibição oficial na Manchete. O 51 foi liberado dublado para assistir no Mercado Play, plataforma do Mercado Livre.